# Viés de citação
Viés de citação ou viés de referência é um tipo de distorção de citação observado em publicações científicas onde estudos com resultados positivos estatisticamente significativos possuem maior probabilidade de serem citados em outros trabalhos do que estudos com resultados negativos ou inconclusivos. Isso torna estudos com resultados positivos mais facilmente encontrados em referências, o que pode levar a uma amostra tendenciosa quando se realiza uma varredura de recuperação da literatura referenciada nesses trabalhos, uma prática amplamente usada para se identificar artigos adicionais possivelmente relevantes.

## Origem
Este viés foi primeiramente descrito em 1987 pelo pesquisador Gøtzsche em um artigo de análise de publicações científicas a respeito de ensaios clínicos de medicamentos anti-inflamatórios não esteróides no tratamento de artrite reumatóide publicados antes de 1985. Nesta análise se evidenciou que os ensaios clínicos com resultados demonstrando efeito superior do novo medicamento tinham maior chance de serem citados em artigos posteriores sobre o assunto do que ensaios com resultados negativos.

## Causas prováveis
Uma das causas prováveis para o viés de citação é o viés de confirmação, já que naturalmente tendemos a procurar mais por evidências que confirmem as nossas opiniões do que por evidências que a contradigam, sendo por tanto mais provável citarmos estudos que corroborem esta opinião em detrimento de estudos com resultados em contrário. O viés de confirmação pode ser manifestado através de outras formas que afetarão a qualidade de citações em um artigo. Uma dessas formas é chamada de desvio de citação, onde o autor distorce os resultados de uma pesquisa que originalmente apresentava dados negativos, enquanto o cita em seu próprio artigo como contendo resultados positivos. Outros dois fenômenos associados ao viés de citação e ao viés de confirmação são a amplificação e a invenção. Uma amplificação ocorre quando um estudo subsequente cita um trabalho anterior sem que qualquer novo dado seja produzido. Isso é comum em artigos de revisão da literatura, que são úteis por tentarem resumir o estado atual de uma área de pesquisa visando economizar o tempo de leitores da literatura cientifica dessa área, e por esse motivo são muito citados. Já a invenção ocorre quando uma alegação não é suportada por fontes, mas é citada como tal. Isso pode ocorrer após diversas distorções subsequentes, como por exemplo, um artigo pode fazer uma especulação sobre um mecanismo subjacente a uma reivindicação aparente, e ser citado em um artigo posterior que altera a alegação de especulação para hipótese, que é citado por um outro artigo subsequente que eleva inadequadamente o status da alegação de hipótese para fato.

## Consequências
O resultado mais imediato do viés de citação é causar a falsa impressão nos leitores da literatura científica de que um determinado fenômeno (tal qual o efeito de um medicamento) é mais eficaz ou prevalente do que de fato o é na realidade.

## Medidas para evitar o viés de citação
Para autores, uma maneira de evitar esse viés é realizar uma pesquisa equilibrada por evidências favoráveis e contrárias a sua alegação e as inclui-las em seu artigo. Leitores devem desconfiar de artigos que apresentem uma quantidade desproporcional de citações a favor de uma alegação em comparação a citações em sentido contrário. Autores e leitores não devem confiar em citações secundárias, investigando cada referência até sua fonte primária.